# Titularbistum Rucuma
Rucuma ist ein Titularbistum der römisch-katholischen Kirche.
Es geht zurück auf einen untergegangenen Bischofssitz in der gleichnamigen antiken Stadt, die in der römischen Provinz Africa proconsularis (heute nördliches Tunesien) lag. Der Bischofssitz war der Kirchenprovinz Karthago zugeordnet.
| Titularbischöfe von Rucuma |                               |                                                   |                  |                   |
| Nr.                        | Name                          | Amt                                               | von              | bis               |
| 1                          | Jean-Joseph-Léonce Villepelet | emeritierter Bischof von Nantes (Frankreich)      | 2. Juli 1966     | 10. Dezember 1970 |
| 2                          | Patrick Fani Chakaipa         | Weihbischof in Salisbury (Simbabwe)               | 15. Oktober 1972 | 31. Mai 1976      |
| 3                          | John Huston Ricard SSJ        | Weihbischof in Baltimore (USA)                    | 25. Mai 1984     | 20. Januar 1997   |
| 4                          | Thomas Maria Renz             | Weihbischof im Rottenburg-Stuttgart (Deutschland) | 29. April 1997   |                   |